# 司布林街
司布林街（英語：Spring Street）是澳大利亚墨尔本中央商务区的一条重要街道，南北走向，是1837年开辟的霍德尔路网的最东端。
司布林街作为维多利亚州政府的所在地，也是该州许多主要文化机构的中心而闻名。街道名称经常用来指代该州的官僚机构。 司布林街还以其令人印象深刻的维多利亚建筑而著名，包括议会大厦、旧财政部大厦、温莎酒店 和公主剧院。
司布林街得名于托马斯·斯普林·赖斯男爵（Baron Thomas Spring Rice）, 他是墨尔本子爵的财政大臣。 另一种说法是，这个名字是因为理查德·伯克（Richard Bourke）来访期间金合欢树盛开。。

## 地理
司布林街南起弗林德斯街，北到维多利亚街（Victoria Street）和卡尔顿花园。尼克尔森街（Nicholson Street）是司布林街的一条支路，稍向南与朗斯代尔街（Lonsdale Street）相交。

## 建筑

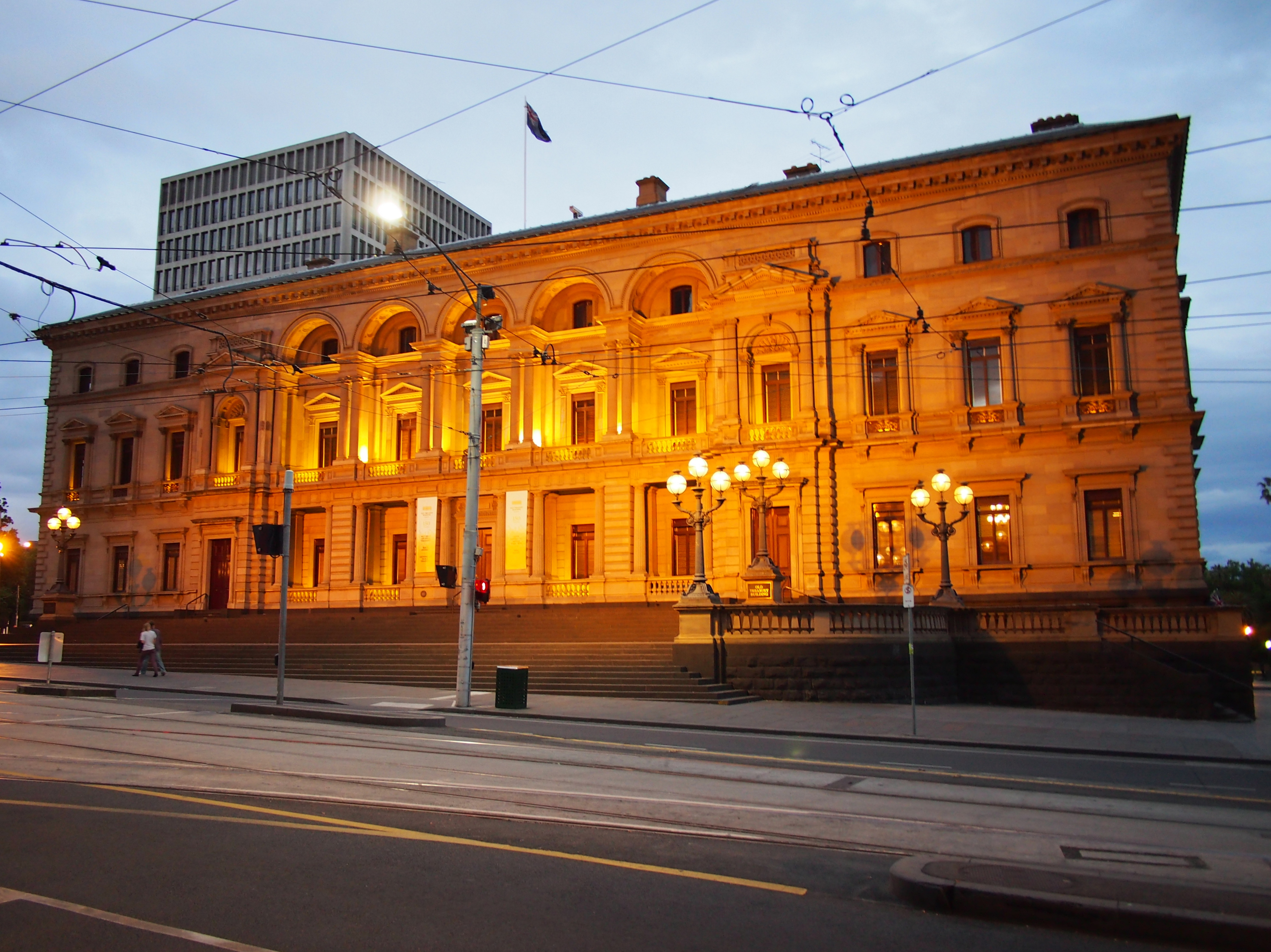
老财政部大楼

司布林街拥有许多著名的建筑和花园，其中许多已列入维多利亚遗产名录：
- 议会大厦（1856年）
- 旧财政部大厦（1862年）
- 财政部花园（Treasury Gardens） （1867年）
- Gordon Reserve（1870）
- 温莎酒店（Hotel Windsor）（1885年）
- 公主剧院（Princess Theatre）（1886年）
- Alcaston House （1929年）A＆K Henderson设计的早期公寓楼
- 澳大利亚皇家外科医学院（Royal Australasian College of Surgeons）（1935年）

## 公园
司布林街构成财政部花园的西部边界。Gordon Reserve也位于司布林街，是一个三角形的小公园，拥有列入遗产名录的雕像。另一个小的中国园林，称为天津花园（Tianjin Garden）,也位于司布林街的北端，象征墨尔本与其姐妹城市中国天津的亲密友谊。

## 交通

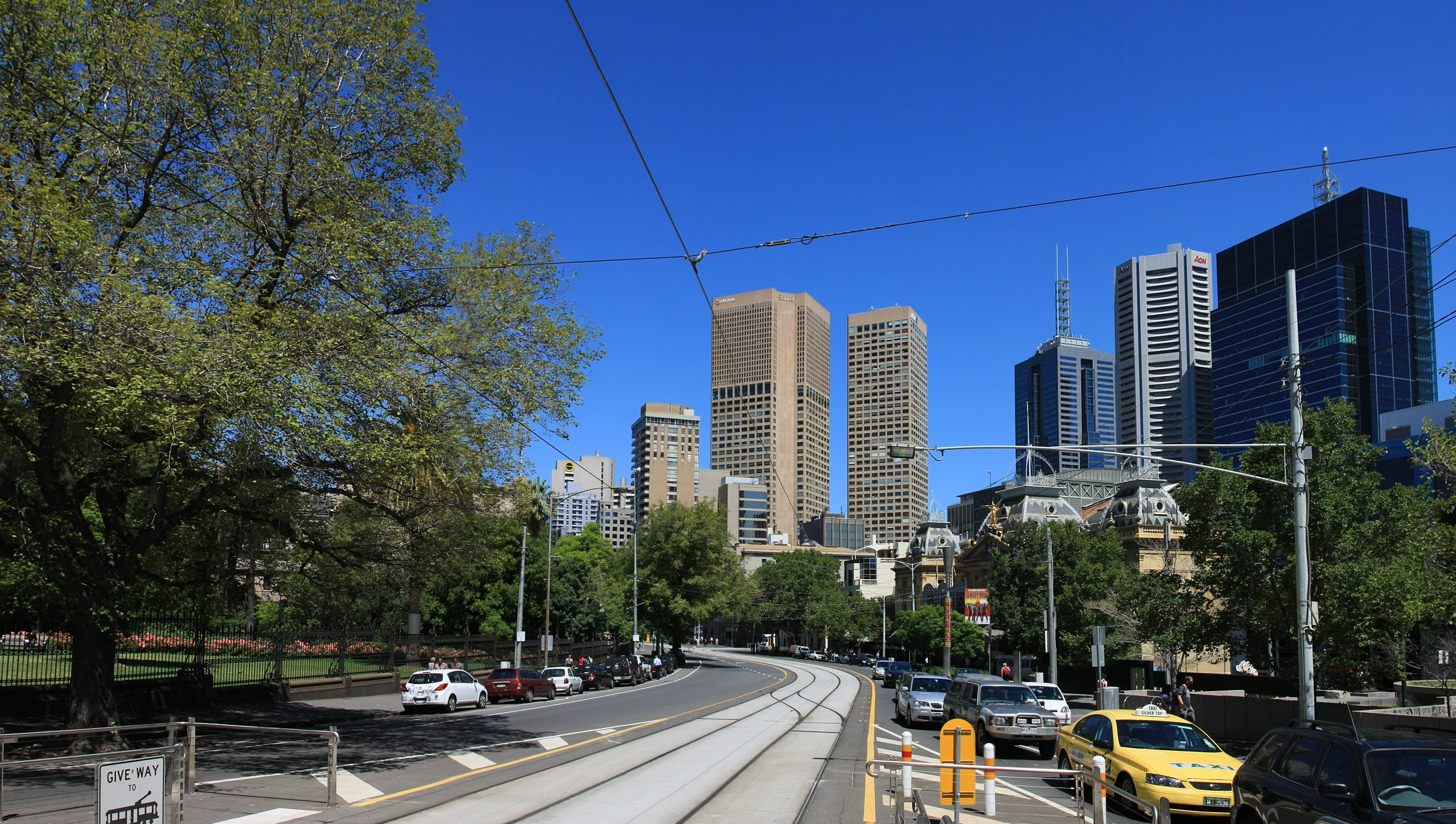

多条有轨电车线路沿司布林街全程或部分路段行驶，包括环线、48路和96路。 
议会火车站（Parliament railway station）与墨尔本大多数郊区铁路相连，为地下环线的一部分，直接位于下方并平行于司布林街。